# Simón de Iriondo
Simón de Iriondo (Santa Fe, 28 de octubre de 1836 - Buenos Aires, 30 de noviembre de 1883) fue un abogado y político argentino, gobernador de la provincia de Santa Fe, senador, ministro y líder del Partido Autonomista de Santa Fe durante dos décadas.

## La desaparición del partido federal
Su padre, Urbano de Iriondo, fue diputado al Congreso General de 1824 - aunque se incorporó al mismo en 1826 - y asesor de la Convención Nacional Constituyente de 1853; y más tarde senador y diputado. Era también nieto del mítico estanciero Francisco Candioti, primer gobernador federal de su provincia.
Estudió en el actual Colegio Nacional de Monserrat, en Córdoba, y se recibió de abogado en la Universidad de Buenos Aires en 1858.
Fue nombrado ministro general por el gobernador Pascual Rosas en diciembre de 1860 y varias veces ejerció como gobernador delegado de este. Cuando Rosas renunció a causa de la defección de Urquiza en la batalla de Pavón, se convirtió en uno de los líderes de la oposición al gobierno impuesto por el nuevo presidente Bartolomé Mitre. Fue elegido diputado provincial, y en poco tiempo se convirtió en el líder del grupo federal. Como no podía contar con el apoyo de Urquiza, se apoyó en grupos propios de la provincia en su lucha contra el gobernador Patricio Cullen.
En 1865 apoyó al candidato del Partido Federal, Pascual Rosas, que fue vencido gracias al apoyo del gobierno nacional por Nicasio Oroño. Este hizo una buena gestión, apoyando la inmigración, la defensa contra los indios y la educación pública. Pero la Guerra del Paraguay le atrajo muchas enemistades: reclutaba gente a la fuerza para la guerra, recurría a impuestos cada vez más altos. Y, para empeorar las cosas, hubo una epidemia de cólera, traída desde el frente por los soldados.
Igualmente, Oroño hubiera podido lograr un final feliz de su gobierno si no se hubiera apurado en sus inclinaciones anticlericales: bajo su gobierno, Santa Fe fue una de las provincias que municipalizó los cementerios. También intentó estatizar el convento de San Lorenzo y finalmente sancionó la primera ley de registro civil del país. Al parecer era una medida muy progresista, pero la llevó a cabo de forma tal de enemistarse con la Iglesia católica, en lugar de negociar con ella.

## La Fundación del Partido Autonomista
En diciembre de 1867 estalló una ola de grandes manifestaciones contra los que sus opositores llamaban "masones", es decir, el gobierno provincial. Se había echado encima la enemistad de la Iglesia y de todos los ex federales. Queriendo pacificar los ánimos, Oroño delegó el gobierno en Cullen, y este nombró ministro a Iriondo. En enero, el ministro Benito Graña ocupó el gobierno, ya que Oroño había abandonado la capital. El vicepresidente Marcos Paz decretó la intervención federal de la provincia, dejando el mando en el presidente de la legislatura, Camilo Aldao, y llamando a elecciones.
Iriondo se organizó bien y logró la victoria de Mariano Cabal, un federal, que lo llevó como su ministro de gobierno. Dado que Cabal se alió más tarde a Adolfo Alsina, el partido pasó a llamarse Partido Autonomista, copiando al partido porteño de este. Cabal e Iriondo continuaron la política de Oroño, de apoyo a las colonias de inmigrantes y de educación pública; pero su actitud era algo distinta, ya que ejercía una especial protección a la población nativa. Fundó las colonias de Sunchales y Santo Tomé. Fue gobernador delegado por muchos meses.

## Los dos gobiernos de Iriondo
En 1871 ganó las elecciones a gobernador, asumiendo el cargo en abril. Fundó el Banco Provincial de Santa Fe, la academia de práctica forense y las primeras municipalidades realmente autónomas. Construyó puentes sobre ríos bastante anchos, la primera red de cloacas de Rosario y muchas otras obras públicas. También fijó definitivamente los límites con la provincia de Buenos Aires y la de Córdoba. Basta fijarse en la forma que tiene el extremo sudoeste de su provincia para ver cuánto ganó en esas negociaciones.
Llevó a su amigo Servando Bayo a la victoria en las elecciones de 1874, y bajo su gobierno fue elegido senador nacional. En octubre fue nombrado Ministro del Interior del presidente Nicolás Avellaneda. Su primera misión fue reorganizar las relaciones entre los tres poderes del Estado, y entre las provincias y la Nación, después de la conmoción de la revolución de Mitre. Organizó también el Territorio Nacional del Chaco, creó el departamento nacional de ingenieros, fundó la dirección de Correos y Telégrafos, hizo aprobar una modificación a la ley de colonias, una de inmigración, etc. Entre las obras públicas que promovió estuvieron el puerto de Buenos Aires, el ferrocarril de Córdoba a Tucumán y las obras de infraestructura necesarias para apoyar la famosa zanja de Alsina.
En abril de 1878 volvió a asumir el gobierno de su provincia; fundó la Sociedad del Ferrocarril Provincial Oeste Santafesino, y apoyó la instalación de nuevas colonias de inmigrantes. Además apoyó la venta de tierras a argentinos nativos, no organizados como colonias, y organizó pueblos en los que éstos centraran su vida económica y social. Muchos de los pueblos del interior santafesino deben su existencia al empuje de Iriondo. Tuvo que afrontar una seria crisis económica, derivada de la política económica de Avellaneda, y algunas revueltas relacionadas con la revolución de Carlos Tejedor en 1880.
Hizo elegir gobernador a su aliado Manuel Zavalla, y poco después fue elegido nuevamente senador nacional, aunque casi no tuvo tiempo de ejercer ese cargo: falleció en Buenos Aires en noviembre de 1883.
La Comisión Nacional de Monumentos, de Lugares y de Bienes Históricos mediante decreto 2236/46 del 11 de julio de 1946 declaró bien protegido histórico el sepulcro de Simón de Iriondo, sito en la Catedral de la ciudad de Santa Fe.